# Čelechovice
Čelechovice (deutsch Czellechowitz) ist eine Gemeinde in Tschechien. Sie liegt neun Kilometer nordwestlich von Přerov im Bezirk Přerov.

## Geographie
Čelechovice befindet sich in den südlichen Ausläufern der Oderberge am Übergang in die Hanna in der Talmulde des Baches Kopřivnice. Nordwestlich erhebt sich der Hügel Hůry (280 m).
Nachbarorte sind Přestavlky und Suchonice im Norden, Lipňany im Nordosten, Nelešovice im Osten, Lhotka im Südosten, Kokory im Süden, Brodek u Přerova und Majetín im Südwesten sowie Krčmaň im Nordwesten.

## Geschichte
Das Dorf wurde 1254 in einer Urkunde des Olmützer Domkapitels erstmals erwähnt. Seit 1190 gehörte der Ort der St.-Wenzelskirche in Olmütz, später dem Klarissenstift Olmütz, das 1782 aufgehoben wurde. Die k.k. Staatsgüter-Veräußerungs-Kommission versteigerte die Herrschaft Czellechowitz 1825 meistbietend an Philipp Ludwig Graf Saint-Genois d’Aneaucourt (1790–1857).
Nach der Aufhebung der Patrimonialherrschaften bildete Čelechovice ab 1850 eine Gemeinde im Bezirk Olmütz. 1921 wurde die Gemeinde Teil des Bezirkes Olmütz-Land und seit dem 1. Januar 1949 gehörte sie zum Okres Olomouc-okolí. Im Jahre 1948 erfolgte der Bau eines neuen Gemeindeamtes. Mit Beginn des Jahres 1961 kam Čelechovice zum Okres Přerov. Zwischen 1980 und 1990 war der Ort nach Kokory eingemeindet.

## Gemeindegliederung
Für die Gemeinde Čelechovice sind keine Ortsteile ausgewiesen.

## Sehenswürdigkeiten
- Kapelle St. Antonius und Wendelin, geweiht 1825

## Wirtschaft

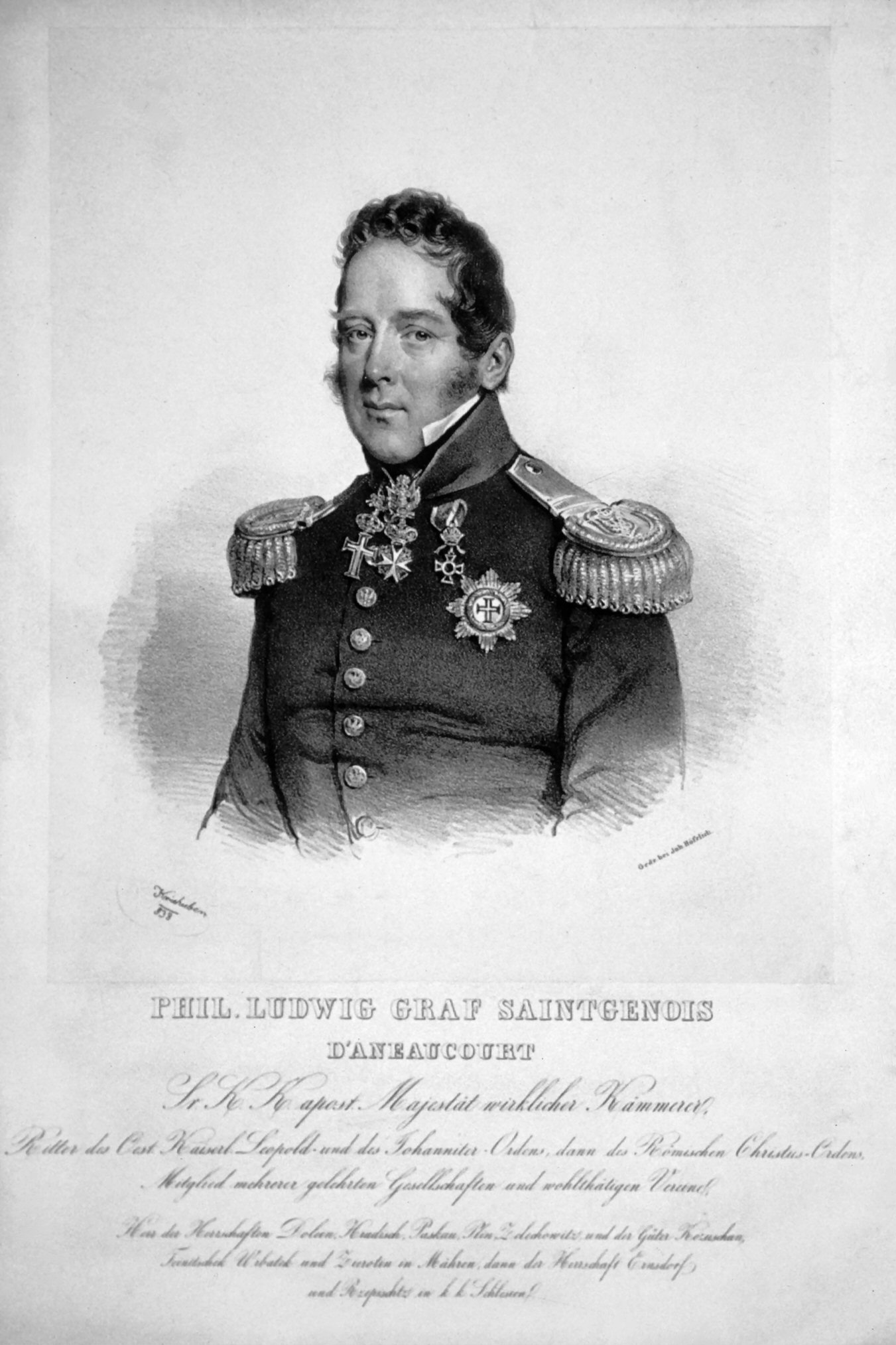
Joseph Kriehuber:
Philipp Ludwig Graf Saint-Genois d’Aneaucourt (1790-1857), Lithographie, 1838

Wichtige Erwerbsquellen waren im 19. Jahrhundert neben traditionellem Ackerbau und Viehzucht die Erzeugung von Zucker und – zwecks Deckung des daraus entstandenen Bedarfs – der Anbau von weißen sogenannten schlesischen Runkelrüben (beta vulgaris alba), die nach damaligen Kriterien für die Zuckerfabrikation als am geeignetsten erachtet wurden. Im Jahr 1839 wurde auf Initiative von Philipp Ludwig Graf von Saint-Genois d’Aneaucourt (1790–1857), damals Herr auf Czellechowitz (und anderen seinerzeit mährischen und österreichisch-schlesischen Herrschaften) der Grundstein der nach ihm benannten gräflich Saintgenois’schen Runkelrübenzuckerfabrik zu Czellechowitz gelegt. Gleichzeitig wurden die ortsansässigen Stellenbesitzer und jene der Gemeinden Olschan (Olšany), Habelsdorf (Hablov), Duban (Dubany), Begstroschitz, Stiettowitz, Trzeptschein (Třebčín), Tieschetitz (Těšetice), Ohnitz (Vohnice), Skalow (Skalov, sieh Ústín), Czernovier (Černovír) und Ustin (Ústín), zum Rübenanbau aufgefordert und durch zusätzliche  Maßnahmen motiviert, wie entgeltlose Austeilung von Samen, zinsfreie Vorschusszahlung, garantierte Abnahme zum Festpreis und gestaffelte Prämien in Höhe von bis zu vier k.k. Golddukaten für ertragreiche Ernten.
Graf Philipp Ludwigs Sohn und Erbe Moritz Nepomuk Graf Saint-Genois d’Aneaucourt (1816–1886) schuf in den 1860er Jahren bei der Zuckerfabrik und auf seinen Besitzungen Kloster Hradisch (Kloster Hradisko), Ernsdorf, Groß-Kunzendorf und Ptin (Pteni) Plantagen mit einem Gesamtbestand von 100.000 Maulbeerbäumen zur Einführung der Seidenraupenzucht. Kaiser Franz Joseph I. ließ ihm für diese Musteranlage höchste Anerkennung aussprechen.